# Bedž
Bedževi su izrađeni od plastičnih ili metalnih materijala, te prikazuju razne logotipe, slike glazbenih sastava, nasmiješene Smajliće ili razne poruke.
Svrha bedževa može biti razna: Služe kao modni detalj na jakni, hlačama, torbi, za izražavanje stava ili poruke, kao oznaka pripadnosti nekom klubu, udruzi, društvu. Mogu promovirati tvrtku ili proizvod, poslužiti kao simpatičan dar kupcima ili poslovnim suradnicima. Često se daruju prilikom humanitarne aktivnosti, političkih kampanja ili slavlja (rođendani, vjenčanja...).